# 5番6番
5番6番（ごばんろくばん）は、かつてタイタンで活動していた漫才コンビ。コンビ名の由来はオーディション時の整理番号が5番（猿橋）と6番（樋口）だった事から。1998年2月結成。2010年9月25日解散。

## メンバー
- 樋口 和之（ひぐち かずゆき、1977年1月25日 - ）

ツッコミ担当。茨城県古河市（旧総和町）出身。身長178cm。A型。
コンビ解散と芸能界引退後はゲーム雑誌『ファミ通』の編集者（ペンネーム・コールオブ樋口）。
- 猿橋 英之（さるはし ひでゆき、1976年12月25日 - ）

ボケ担当。茨城県五霞町出身。身長172cm。A型。結婚していたが、1年ほどで離婚した。（検索ちゃんの前説で告白）
ピンで活動することもあり、『物知りさっさん』として、また犬のキャラクターでの『犬橋コロ』としてライブ、テレビ出演したことがある。
2011年4月から9月まで『爆笑問題の大変よくできました!』の構成を担当した。
解散後事務所に残り、放送作家に転身。

## 略歴
- 二人とも茨城県立境西高等学校卒業。1998年、猿橋が友人と組んでいたコンビを解散した後、高校の同級生だった樋口を誘いコンビ結成。
- 『爆笑オンエアバトル』ではボール1個差や200KB台での5位通過など、ギリギリでのオンエアが多かった（5位通過を7回経験）が、2005年にオーバー500を記録してからは高記録が続くようになる。年間4勝目を狙った同年12月10日放送回で433KBを記録するも、6位敗退という東京収録でのオフエア最高得票記録に見舞われるが[2]、2006年1月28日放送回で393KBで4位と辛くもリベンジを果たし第8回チャンピオン大会に出場。だが結果はセミファイナル10位で敗退。翌年の第9回もセミファイナル9位で敗退となった。
- ネタ以外では先輩の爆笑問題とのテレビ番組共演が多い。『爆笑問題のバク天!』では、ニワトリの7蛮と、ダチョウの8蛮（やばん）、フクロウの9万を卵から人工孵化させたことがある。爆笑問題が司会をしている『爆笑問題の検索ちゃん』の前説も務めていた。
- M-1グランプリでは2005年に準決勝に進出。2006年は3回戦で敗退するも敗者復活制度により2年連続で準決勝に進出している。結成10年目の2008年も3回戦で敗退した。
- 2007年第5回お笑いホープ大賞で初の決勝進出。
- 2010年9月25日（土）に行われた「TITAN LIVE Rhea」のステージをもって解散。

## ネタ
主に正統派の時事ネタを扱う漫才。非常にテンポのよい掛け合いで、その芸風から同事務所の先輩である爆笑問題の弟分的な扱いを受けるときもある。また「○○脚本の実写版アニメ」などのネタもある。

## 逸話
- 『爆笑オンエアバトル』で初出場となった第8回チャンピオン大会ではセミファイナル10位敗退となるが、放送前に爆笑問題のラジオ番組で結果をバラされてしまう。また、全くの偶然であるが「5位でオンエア、6位でオフエア」というコンビ名の名を暗に揶揄した放送が多かった。
- 『ポンキッキーズ』の『爆チュー問題』コーナーではネズミ型ロボット“チューボ”役としてスーツアクターを担当していた（全身着ぐるみ状態のため顔は出てこない）。
- 樋口はアクションゲームに明るく、日本で2006年6月にセガから発売されたXbox 360用のオンラインアクションゲーム『クロムハウンズ』に関しては、世界ランキングで1位も経験したチームの一員になるほどの腕前である。
- 樋口は芸能情報に疎く、春日俊彰（オードリー）が骨折しギプスしていた状態を見て「どうしたんですか?」と言ったことがある。
- アミー・パーク所属のU字工事と非常に仲が良い。
- 綾部祐二（ピース）は高校の1年後輩。

## 出演番組
- 爆笑オンエアバトル（NHK）戦績17勝8敗 最高517KB
  - 17勝中7回が5位通過と300KB台オンエアでその内3回が次点とボール1個差（4KB差）であった(前述)。
  - 2005年12月10日放送回で433KBと高得点ながら6位オフエア（5位の井上マーが445KBでボール3個差）であった(前述)。これは東京収録でのオフエアとしては佐久間一行と並び最高オフエア記録である。因みに両者ともボール一個差での5位オンエアを3回経験している。[3]
  - 第8回チャンピオン大会 10位敗退
  - 第9回チャンピオン大会 9位敗退
- ポンキッキーズ・ポンキッキーズ21（フジテレビ） 『爆チュー問題』コーナー
- アッコにおまかせ（TBSテレビ）準レギュラー
- めざましテレビ（フジテレビ）週一レギュラー※出演終了
- 爆笑問題の検索ちゃん（テレビ朝日）
  - 前説担当として1回だけ飛び入り出演したこともあったが、2007年6月22日放送分で初めて解答者として出演。その回のネットカキコミ問題にも取り上げられたが、2人で1解答席を占める扱いであった（通常はコンビの一方が解答者で、相方は応援席に着く）。
- お茶の間の真実〜もしかして私だけ!?〜VTRリポーター
- 爆笑レッドカーペット（フジテレビ系）キャッチコピーは「目指せ笑いの4番バッター」
- 回復!スパスパ人間学!（TBS系）
- 笑いの金メダル（朝日放送）
- ザ・ジャッジ! 〜得する法律ファイル(フジテレビ系)
- 爆笑問題のバク天!（TBS系）
- うまなりクン（フジテレビ系）
- お笑い登龍門 ガッハ（フジテレビ系）
- ポンキッキーズ・ポンキッキーズ21(フジテレビ系)
- 新春ゴールデンピンクカーペット(フジテレビ系)キャッチコピーは「目指せ!笑いの4番バッター」
- タモリのボキャブラ天国 大復活祭スペシャル(2008年、フジテレビ) キャッチコピーは「意外性の中軸打線」
- ファンタジーアース ゼロ メルファリア ANNEX（MSNによるネット配信）
- 三枝一座がやってきた!（NHK BS2）不定期
- エンタの天使（日本テレビ）
  - 2008年5月7日（第4回）、猿橋のみ「物知りさっさん」として出演。キャッチコピーは「絶口調（ぜっこうちょう）の5番バッター」
  - 2010年3月24日（第15回）、猿橋のみ「犬橋コロ」として出演。キャッチコピーは「犬の気持ちわかって下さい」。この回は元々『エンタの神様』の番組中で収録されたものだったが、未放映だったためこちらで放送。

## 作品

### DVD
- 18番